# Ignacio Oregui Goenaga
Ignacio Oregui Goenaga (Soraluze, Guipúscoa, 13 de març de 1913 - Vitòria, 28 de febrer de 1989) fou un veterinari i polític basc.

## Biografia
El 1932 funda Eusko Ikasle Batzan a Saragossa i el 1933 ingressa al Partit Nacionalista Basc. El 1934 es llicencià en veterinària a la Universitat de Saragossa.
Passa la guerra en zona basca, on fou tinent veterinari. Cau presoner el 1937 i és condemnat a 12 anys i un dia. El 1938 surt de la presó i se li prohibeix treballar de veterinari a Guipúscoa i Biscaia, raó per la qual es va establir a Zuia.
El 1941 ingressa de veterinari a Gopegi i el 1943 a Mungia (Navarra). Va ser professor de l'Escola Agrícola i Ramadera a Arcante i veterinari titular de Mungia. Treballà en la revista nacional d'agricultura i veterinària. Ha fet diverses ponències sobre ramaderia i inseminació artificial a Àlaba. A les eleccions generals espanyoles de 1977 fou escollit senador per Àlaba pel Front Autonòmic. A les eleccions municipals espanyoles de 1979 i 1983 fou escollit alcalde de Zuia. Simultàniament fou elegit president de l'Associació de Municipis Bascos-Euskadiko Udaleen Elkartea el 1981 i 1983. També fou elegit procurador a les Juntes Generals d'Àlaba a les Eleccions a les Juntes Generals del País Basc de 1987.